# Liste albanischer Zeitungen

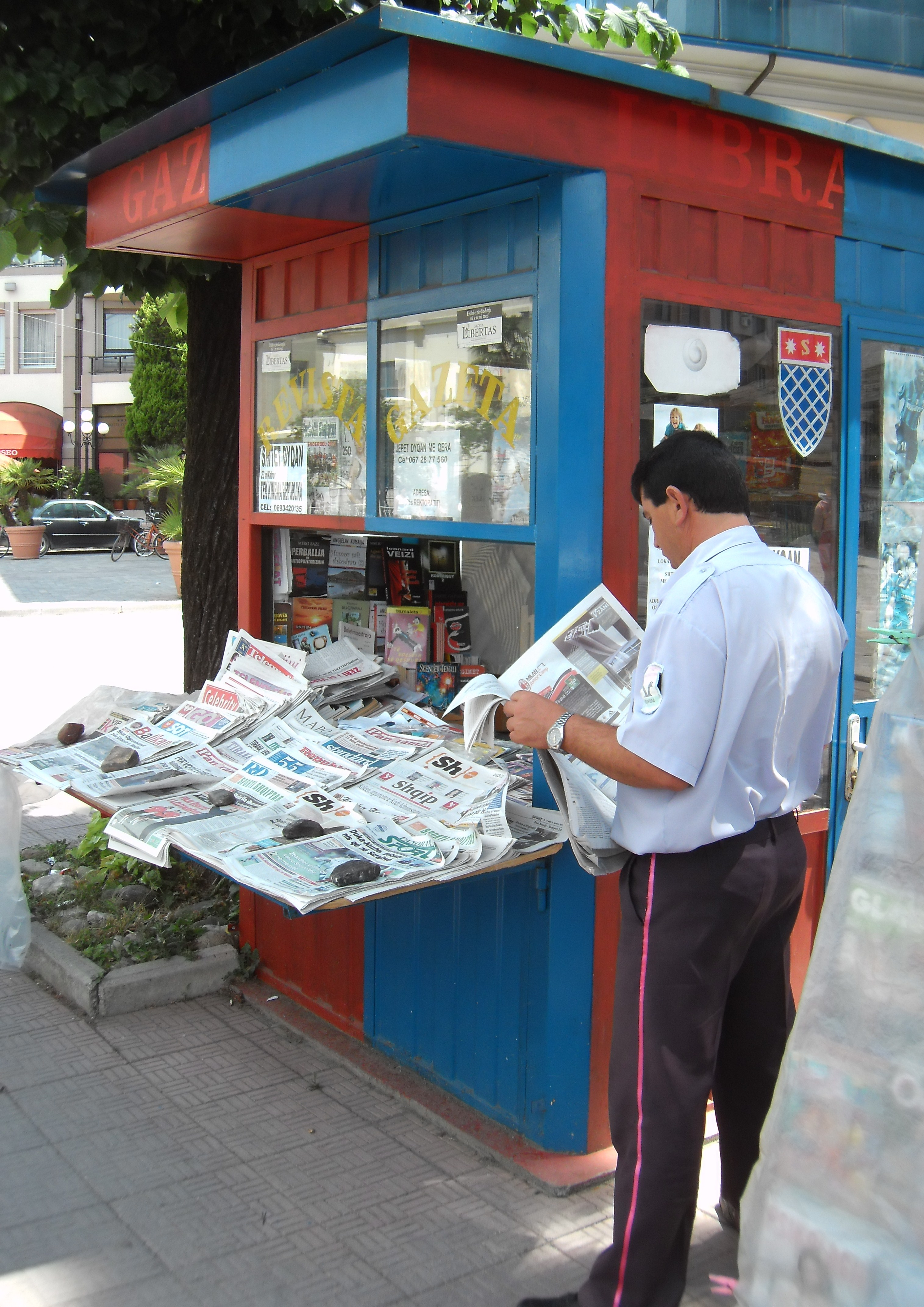
Zeitungsstand in Shkodra

Die folgende Liste beinhaltet eine Auswahl albanischer Zeitungen. Dabei werden Zeitungen und Zeitschriften zusammengefasst.

## Medienlandschaft
Die Pressefreiheit kam in Albanien erst am Anfang der 1990er Jahre, als das diktatorische Regime Enver Hoxhas und seiner Partei der Arbeit gestürzt wurde. Hoxha regierte fast 50 Jahre im Land und ermöglichte keine freie Entfaltung und Verbreitung von Zeitungen. Einzig die beiden Parteizeitungen Bashkimi und Zëri i Popullit bestimmten die Medienlandschaft im Land.
Im Januar 2012 erschienen 28 Tageszeitungen; 1991 betrug die Anzahl noch vier. Die tägliche Auflagenzahl aller Zeitungen zusammen ist jedoch nicht höher als 70.000 Exemplare und liegt damit relativ tief. Der Rundfunk – vor allem das Fernsehen – und die digitalen Medien übernehmen heute eine weitaus wichtigere Rolle in den Massenmedien im Land, als dies die Printmedien tun.

## Liste

### Zeitungen
| Name             | Jahr der Erstausgabe | Bemerkungen                                            |
| ---------------- | -------------------- | ------------------------------------------------------ |
| Albania          | 1995                 |                                                        |
| Gazeta 55        | 1997                 |                                                        |
| Gazeta Shqiptare |                      |                                                        |
| Koha Jonë        | 1991                 | erste nach der demokratischen Wende gegründete Zeitung |
| Mapo             | 2010                 |                                                        |
| Panorama         |                      |                                                        |
| Shekulli         | 1997                 |                                                        |
| Shqip            |                      |                                                        |
| Telegrafi        |                      |                                                        |
| Tema             | 2000                 |                                                        |

### Parteizeitungen
| Name                 | Jahr der Erstausgabe | Bemerkungen                                                                                             |
| -------------------- | -------------------- | --- |
| Bashkimi             |                      | neben Zëri i Popullit die andere Parteizeitung der Partei der Arbeit Albaniens; Erscheinung eingestellt |
| Republika            |                      | Albanische Republikanische Partei                                                                       |
| Rilindja Demokratike |                      | Demokratische Partei Albaniens                                                                          |
| Zëri i Popullit      | 1942                 | Sozialistische Partei Albaniens, früher Parteizeitung der Partei der Arbeit                             |

### Zeitschriften
| Name            | Jahr der Erstausgabe | Bemerkungen                                                               |
| --------------- | -------------------- | ------------------------------------------------------------------------- |
| Drita           | 1883                 | Kultur, nationalistisch geprägt, entstanden während der Rilindja-Bewegung |
| Iso-Polifonia   |                      | Iso-Polyphonie                                                            |
| Sporti Shqiptar |                      | beliebteste Sportzeitschrift                                              |